# Arthur Blank (Rennfahrer)

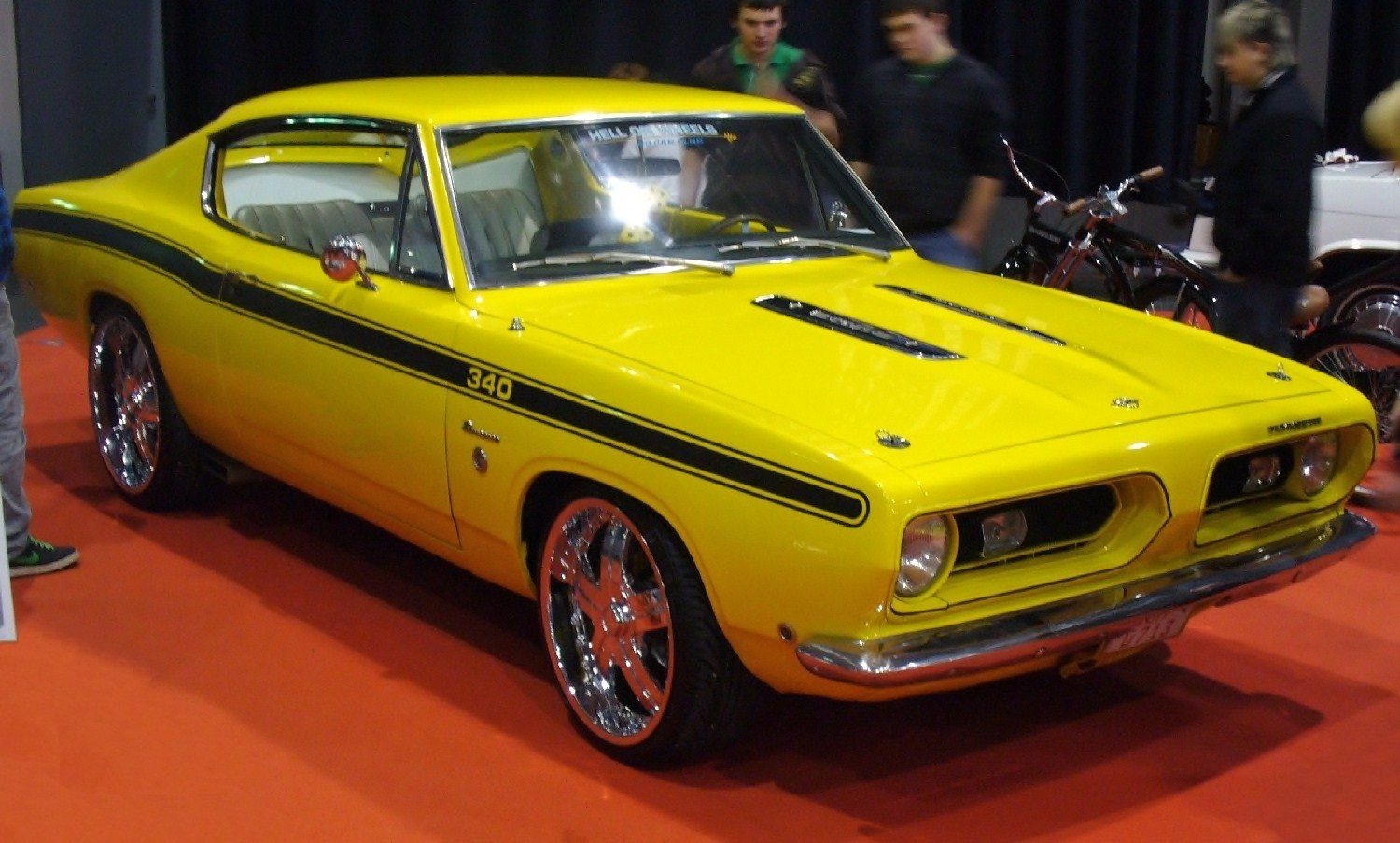
Der von Arthur Blank gefahrene Plymouth Barracuda

Arthur Blank (* 7. Oktober 1933 in Zürich; † 17. November 2005 ebenda) war ein Schweizer Autorennfahrer.

## Karriere als Rennfahrer
Arthur Blank war in den 1960er-Jahren in erster Linie bei Rallyes und Bergrennen am Start. Diese beiden Formen des Motorsports waren vom Schweizer Rennsport-Verbot ausgenommen. Seine besten Rallye-Platzierungen waren die fünften Ränge bei der Rallye Stuttgart-Lyon-Charbonnières 1964 und der Rallye de Géneve 1968. Er fuhr Rennen der Europa-Bergmeisterschaft und für das Team von Claude Haldi Wertungsläufe der Sportwagen-Weltmeisterschaft. Die Teilnahme der beiden Schweizer beim 24-Stunden-Rennen von Le Mans 1970 endete nach einem Getriebeschaden am Porsche 911 vorzeitig. Teilweise bestritt er seine Rennen mit einem fast serienmässigen Plymouth Barracuda.
Arthur Blank war auch als Grafiker tätig und gründete 1963 gemeinsam mit Rico Steinemann und dem Karikaturisten René Schöni die Zeitschrift Powerslide.

## Statistik

### Le-Mans-Ergebnisse
| Jahr | Team                         | Fahrzeug     | Teamkollege  | Teamkollege | Platzierung     | Ausfallgrund |
| ---- | ---------------------------- | ------------ | ------------ | ----------- | --------------- | ------------ |
| 1970 | Claude Haldi Hart Ski Racing | Porsche 911S | Claude Haldi | Ausfall     | Getriebeschaden |              |

### Sebring-Ergebnisse
| Jahr | Team          | Fahrzeug    | Teamkollege   | Platzierung | Ausfallgrund |
| ---- | ------------- | ----------- | ------------- | ----------- | ------------ |
| 1972 | Joseph Greger | Porsche 910 | Joseph Greger | Ausfall     | Motorschaden |

### Einzelergebnisse in der Sportwagen-Weltmeisterschaft
| Saison | Team            | Rennwagen               | 1   | 2   | 3   | 4   | 5   | 6   | 7   | 8   | 9   | 10  | 11  | 12  | 13  | 14  | 15  | 16  | 17  | 18  | 19  | 20  | 21  | 22  |
| ------ | --------------- | ----------------------- | --- | --- | --- | --- | --- | --- | --- | --- | --- | --- | --- | --- | --- | --- | --- | --- | --- | --- | --- | --- | --- | --- |
| 1963   | Karl Foitek     | Lotus Elan Ford Cortina | DAY | SEB | SEB | TAR | SPA | MAI | NÜR | CON | ROS | LEM | MON | WIS | TAV | FRE | CCE | RTT | OVI | NÜR | MON | MON | TDF | BRI |
| 1963   | Karl Foitek     | Lotus Elan Ford Cortina |     |     |     |     |     |     |     |     |     |     |     |     |     | 30  |     |     | 55  |     |     |     |     |     |
| 1966   | RB Racing       | Plymouth Barracuda      | DAY | SEB | MON | TAR | SPA | NÜR | LEM | MUG | CCE | HOK | SIM | NÜR | ZEL |     |     |     |     |     |     |     |     |     |
| 1966   | RB Racing       | Plymouth Barracuda      |     |     |     |     |     |     |     | 42  |     |     |     |     |     |     |     |     |     |     |     |     |     |     |
| 1967   | Charles Vögele  | Porsche 911             | DAY | SEB | MON | SPA | TAR | NÜR | LEM | HOK | MUG | BRH | CCE | ZEL | OVI | NÜR |     |     |     |     |     |     |     |     |
| 1967   | Charles Vögele  | Porsche 911             |     |     |     |     |     |     |     |     |     | 26  |     |     |     |     |     |     |     |     |     |     |     |     |
| 1969   | Hart Ski Racing | Porsche 910             | DAY | SEB | BRH | MON | TAR | SPA | NÜR | LEM | WAT | ZEL |     |     |     |     |     |     |     |     |     |     |     |     |
| 1969   | Hart Ski Racing | Porsche 910             |     |     |     | DNF |     |     |     |     |     | 12  |     |     |     |     |     |     |     |     |     |     |     |     |
| 1970   | Hart Ski Racing | Porsche 911             | DAY | SEB | BRH | MON | TAR | SPA | NÜR | LEM | WAT | ZEL |     |     |     |     |     |     |     |     |     |     |     |     |
| 1970   | Hart Ski Racing | Porsche 911             |     |     |     |     | DNF |     |     |     |     |     |     |     |     |     |     |     |     |     |     |     |     |     |
| 1972   | Joseph Greger   | Porsche 910             | BUA | DAY | SEB | BRH | MON | SPA | TAR | NÜR | LEM | ZEL | WAT |     |     |     |     |     |     |     |     |     |     |     |
| 1972   | Joseph Greger   | Porsche 910             | DNF |     |     |     |     |     |     |     |     |     |     |     |     |     |     |     |     |     |     |     |     |     |